# Sakalua
Sakalua – niewielka wyspa położona na Oceanie Spokojnym, w archipelagu Tuvalu, w zachodniej części atolu Nukufetau.